# Swayambhunath
Swayambhunath (w Dewanagari: स्वयम्भू स्तूप; w języku newarskim: स्वयंभू; także jako Swayambu lub Swayambhu) – starożytny kompleks religijny położony na szczycie wzgórza Kotliny Katmandu, na zachód od miasta Katmandu. Tybetańska nazwa tego miejsca oznacza „Wzniosłe drzewa” (Wylie: Phags.pa Shing.kun), co odnosi się do wielu odmian drzew rosnących na wzgórzu. Jednak znaczenie słowa Shingun w newarskim może wskazywać na tłumaczenie Swayambhu jako „sprężysty sam z siebie”. Dla buddyjskich Newarów jest mitycznym miejscem pochodzenia, kolebką historii mitycznej oraz zajmuje centralną pozycję w powszedniej praktyce religijnej. To jedno z najważniejszych miejsc buddyjskich pielgrzymek – wśród Tybetańczyków i buddystów tybetańskich większe znaczenie ma jedynie Boudha. Swayambhu jest hinduskim imieniem.
Kompleks składa się ze stupy, różnych sanktuariów i świątyń, z których niektóre pochodzą z okresu Licchavi (V-VIII w.). Tybetański klasztor, muzeum i biblioteka są nowszymi budowlami. Znajdują się tam też sklepy, restauracje i hostele. Do zespołu dostać można się na dwa sposoby: długimi schodami bezpośrednio na główny plac świątyni – położony od szczytu w kierunku wschodnim – lub przejezdną drogą dookoła wzgórza, prowadzącą do wejścia południowo-zachodniego. Pierwszym widokiem po dotarciu na szczyt schodów jest wadżra. Lama Tsultrim Allione pisze:
Byliśmy zdyszani i spoceni, potykaliśmy się o ostatnie strome stopnie, kiedy niemalże wpadliśmy na największą wadżrę, jaką kiedykolwiek widziałem. Za nią widniała ogromna, okrągła, biała kopuła Stupy, przypominająca porządną spódnicę, na szczycie której znajdowało się dwoje olbrzymich oczu Buddy, patrzących mądrze na spokojną dolinę, która właśnie zaczynała wracać do życia.
Wiele ikonografii Swayambhu pochodzi z nurtu Buddyzmu Wadżrajany o angielskiej nazwie Newar Buddhism. Jednak miejsce to jest istotne dla buddystów wielu szkół. Czczą go także Hindusci.

## Mitologia
Według purany Swayambhu Purana cała Kotlina była kiedyś wypełniona ogromnym jeziorem, z którego wyrósł lotos. Dolina stała się znana jako Swayambhu, co oznacza „stworzona sama przez siebie”. Nazwa pochodzi od samoistnego wiecznego płomienia (svyaṃbhu), nad którym później zbudowano Stupę.
W północno-zachodniej części świątyni żyją małpy (makaki królewskie) czczone jako bóstwa. Wiąże się z tym mit o Mandziuśri, bodhisattwie mądrości i nauki, który miał wznieść wzgórze, na którym dziś stoi Stupa. Zapuścił długie włosy, w których pojawiły się wszy. One miały się przekształcić w święte małpy.
Mandziuśri dostąpił wizji lotosu w Swayambhu i udał się tam, aby go uczcić. Zauważył, że dolina nadaje się na osadę i aby była dostępna dla ludzkich pielgrzymów, stworzył wąwóz w Chovar. Tak z jeziora wypłynęła woda i powstała depresja, w której dziś leży Katmandu. Z lotosu zaś powstało wzgórze, a jego kwiat przemienił się w świątynię.

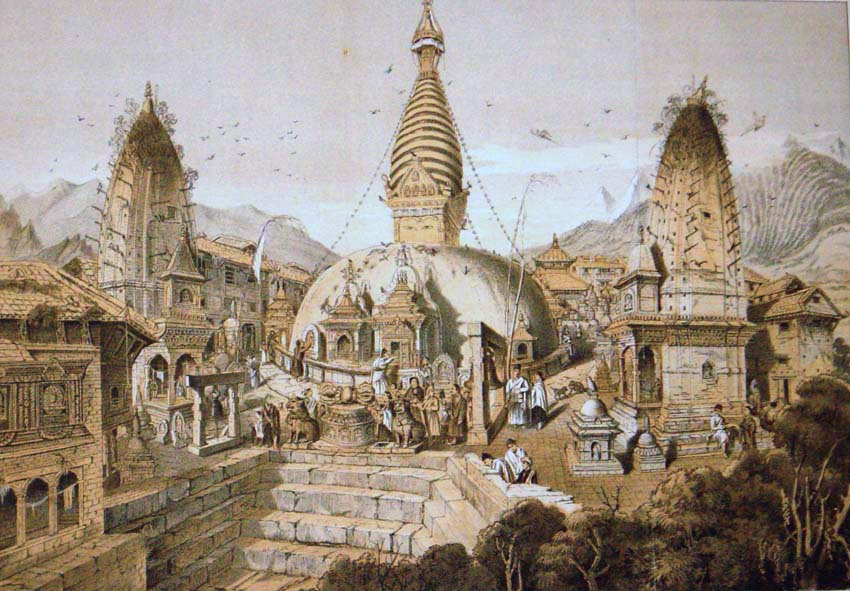
Swayambhunath w 1877 roku

## Historia
Swayambhu jest jednym z najstarszych miejsc kultu religijnego w Nepalu. Według Gopālarājavaṃśāvalī została założona przez pradziadka króla Mānadevy (464–505 n.e.), Vṛsadevę, około początku V wieku n.e. Zdaje się to potwierdzać znaleziona tam uszkodzona kamienna inskrypcja. Mówi, że król Vrsadeva nakazał rozpoczęcie prac w roku 640. Niemniej, podobno cesarz Ashoka odwiedził to miejsce w III wieku p.n.e. i zbudował na wzgórzu świątynię, która została później zniszczona.
Chociaż kompleks nazywa się buddyjskim, czczą go też hinduiści. Wiadomo, że hołd świątyni złożyło wielu hinduskich monarchów, w tym Pratap Malla, król Katmandu, który zlecił też w XVII w. budowę schodów prowadzących na świątynny plac od wschodu.
Stupa przeszła gruntowny remont, trwający od czerwca 2008 do maja 2010 r.. Była to pierwsza poważna renowacja od roku 1921 i piętnasta w ciągu prawie 1500 lat od jej zbudowania. Złocone elementy położono na nowo, zużywając 20 kg kruszcu. Całość finansowało Tibetan Nyingma Meditation Center z Kalifornii.
Około godziny 5:00 rano 14 lutego 2011 r. część zespołu, Świątynia Pratapur, została uszkodzona w wyniku uderzenia pioruna w czasie niespodziewanej burzy.
Kompleks doznał uszkodzeń także podczas trzęsienia ziemi w Nepalu w kwietniu 2015 roku.

## Architektura

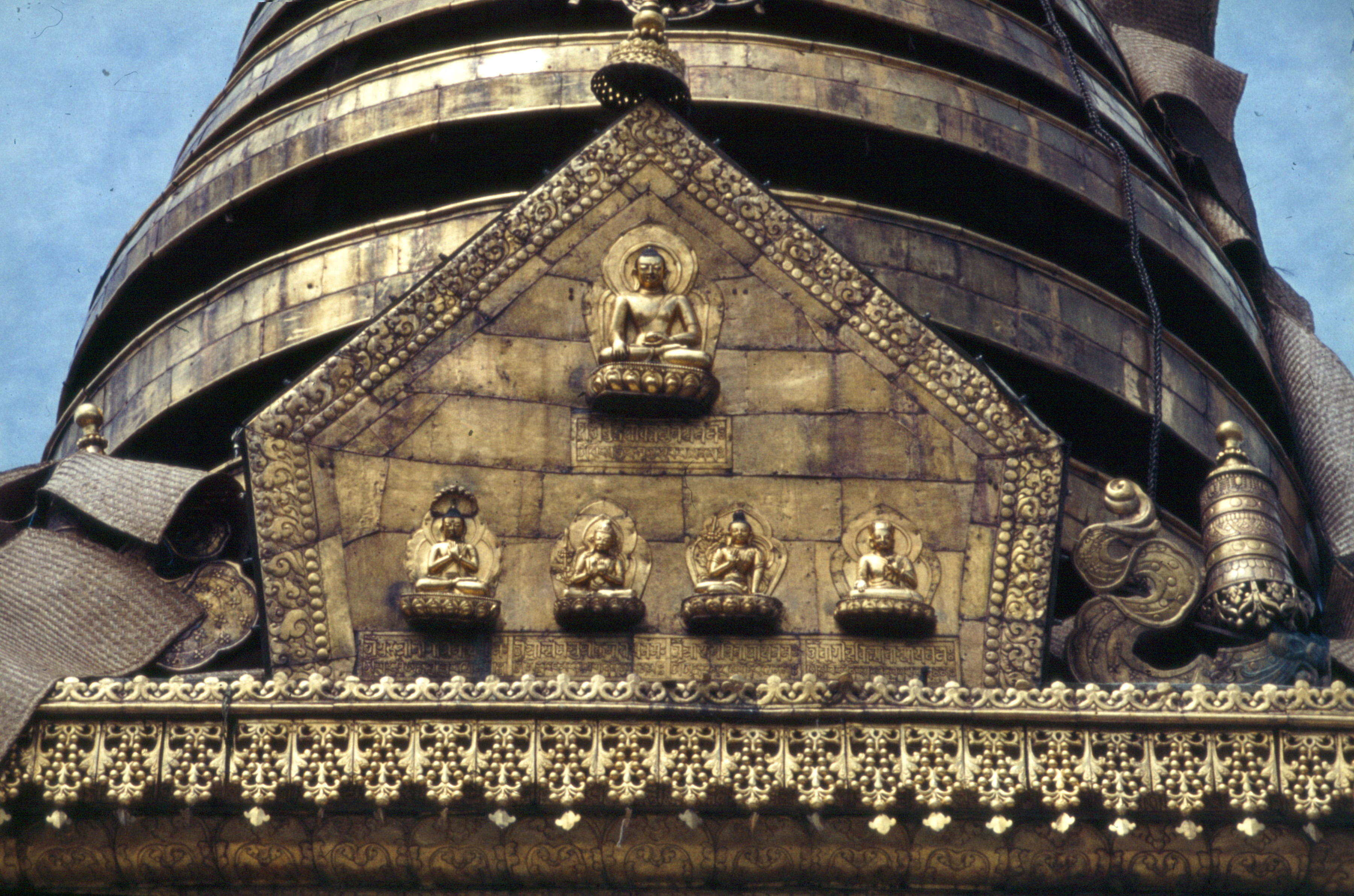
Torana na szczycie Stupy Swayambhunath

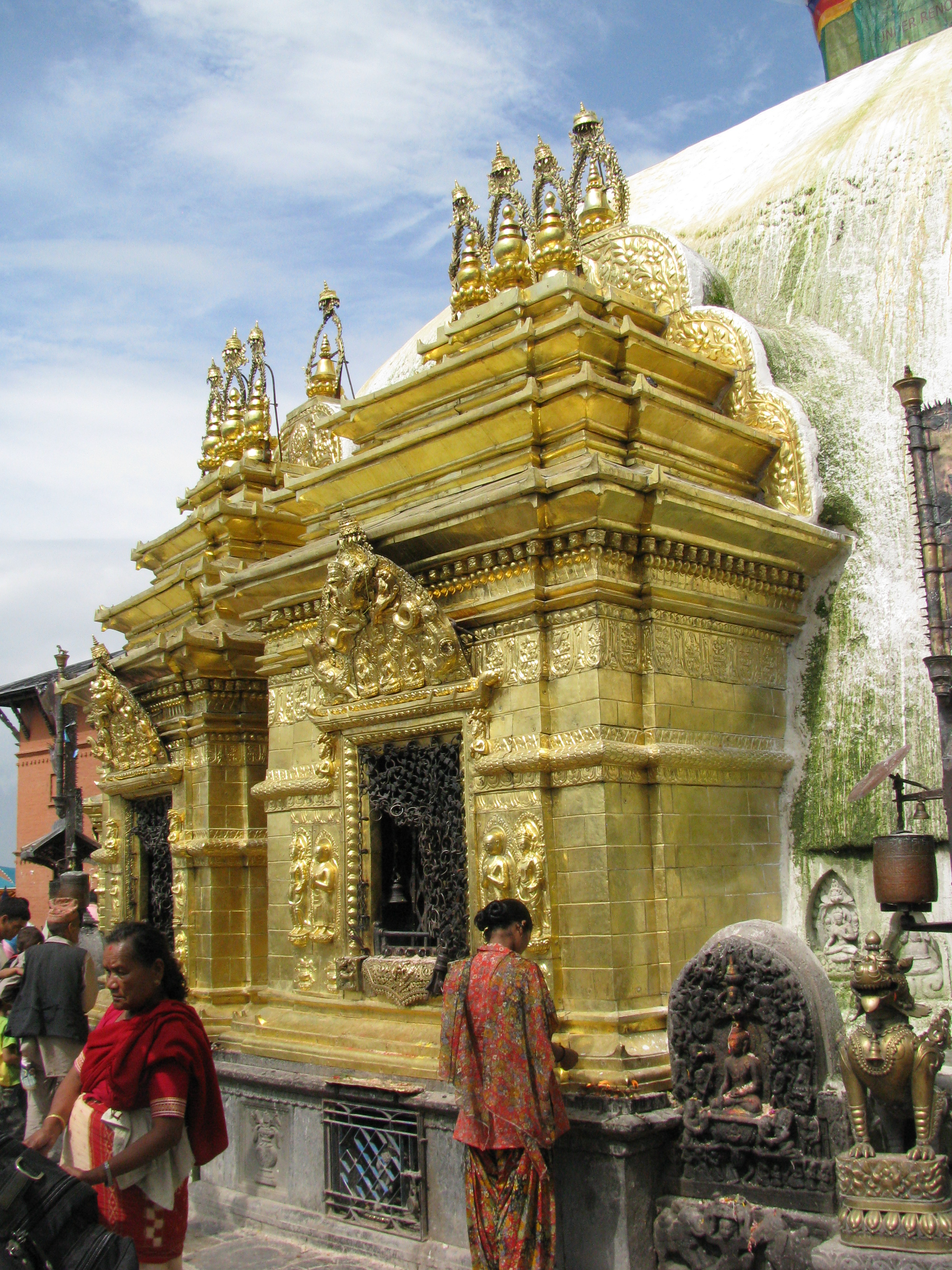
Świątynie Buddy

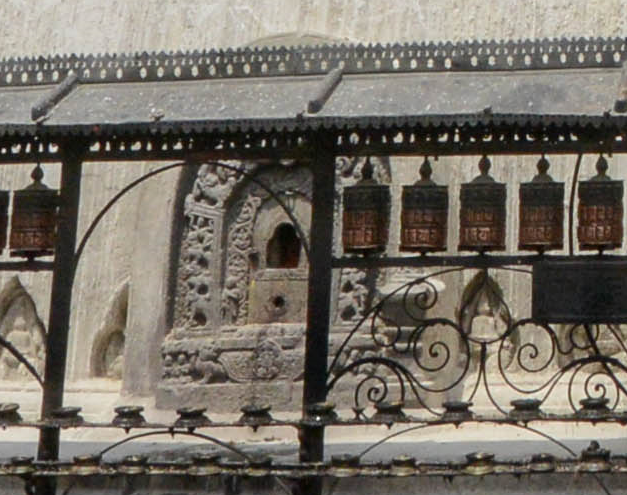
Świątynia Białej Tary

Stupa składa się z kopuły i wykonanego z metalu sześcianu nad nią. Na bocznych ścianach sześcianu namalowane są charakterystyczne Oczy Buddy oraz znajdują się pięciokątne torany z jego podobiznami. Za i nad nimi umieszczono trzynastopoziomowe zwieńczenie, a na samym szczycie – gajur.
U podstawy stupy jest pięć pozłacanych kapliczek Buddy, każda z jego posągiem. Znajduje się tam również pięć świątyń Tary, z czego cztery są złocone i zawierają jego podobiznę – Sanktuarium Vajradhatishori Tara (Białej Tary) jest puste.

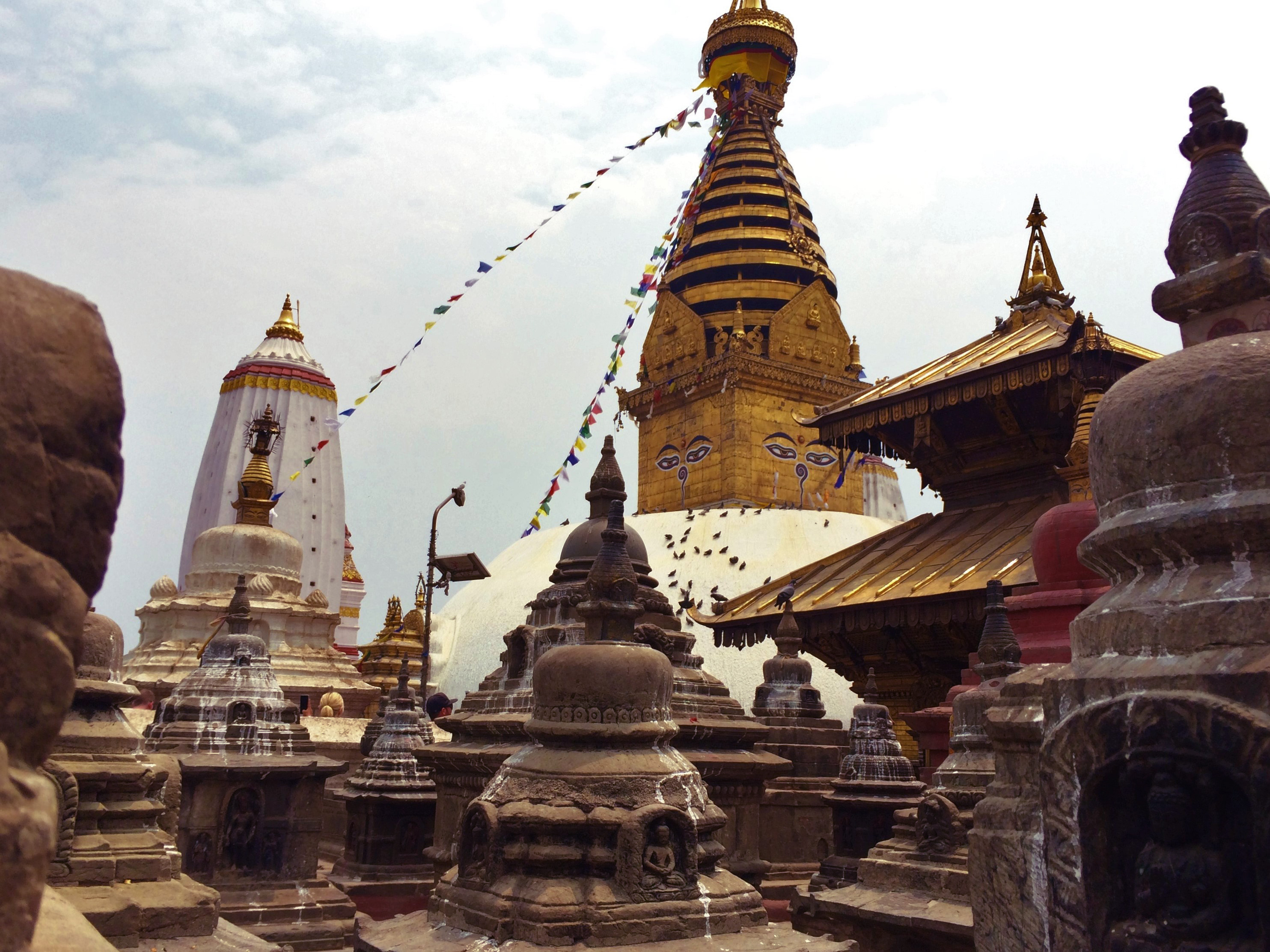
Stupa Swayambhunath (po lewej) i świątynia Harati Devi (po prawej). Na pierwszym planie mniejsze stupy i pagody.

## Symbolika
Kopuła u podstawy ma reprezentować cały świat. Człowiek uwalniający się z więzów świata, dostępujący nirwany, utożsamiany jest z oczami na sześcianie. Trzynaście części zwieńczenia symbolizuje ilość etapów, które musi pokonać dusza by osiągnąć stan Buddy.
Między wspomnianymi Oczami Buddy znajduje się numer jeden (w systemie pisma Pracalit script), przypominający kształtem nos. Oczy symbolizują mądrość i współczucie, a cyfra – jedność wszystkich rzeczy istniejących na świecie, a także jedyną drogę do oświecenia, czyli nauki Buddy. Nad parami oczu umieszczono jeszcze trzecie oko. Mówi się, że kiedy Budda naucza, z tegoż emanują w przestrzeń promienie. Są zaproszeniem dla niebiańskich istot, by zstąpili i słuchali nauki. Istoty piekielne i będące poniżej sfery ludzkiej nie mogą przybyć na ziemię, ale promienie te łagodzą także ich cierpienie.
Na bokach szczytu znajdują się też rzeźby Buddów medytacyjnych (pięciu Buddów), tożsamo z tymi u podstawy Stupy. Są to Wajroćana (w środku; pan świątyni), Akszobhja (zwrócony na wschód; reprezentuje kosmiczny element świadomości), Ratnasambhawa (zwrócony na południe; reprezentuje kosmiczny element doznań), Amitabha (zwrócony na zachód; reprezentuje kosmiczny element Sanjny) i Amoghsiddhi (skierowany na północ; reprezentuje kosmiczny element potwierdzenia). Mahajańskie tantry zakładają ich metafizyczność.
Każdego ranka przed świtem setki buddystów Wadżrajany i hinduskich pielgrzymów wspinają się po schodach prowadzących na wzgórze ze wschodniej strony, mijając pozłacaną dordże (wadżrę) i dwa lwy strzegące wejścia, by kilkakrotnie obejść stupę dokoła.

## Swayambhu Purana
Swayambhu Purana (Dewnagari: स्वयम्भू पूराण) to tekst buddyjski, który powstał i ewoluował w dolinie Katmandu. Zawiera szczegółowe informacje o wszystkich buddach, którzy przybyli do Katmandu. Traktuje także o pierwszym i drugim Buddzie.

## Galeria

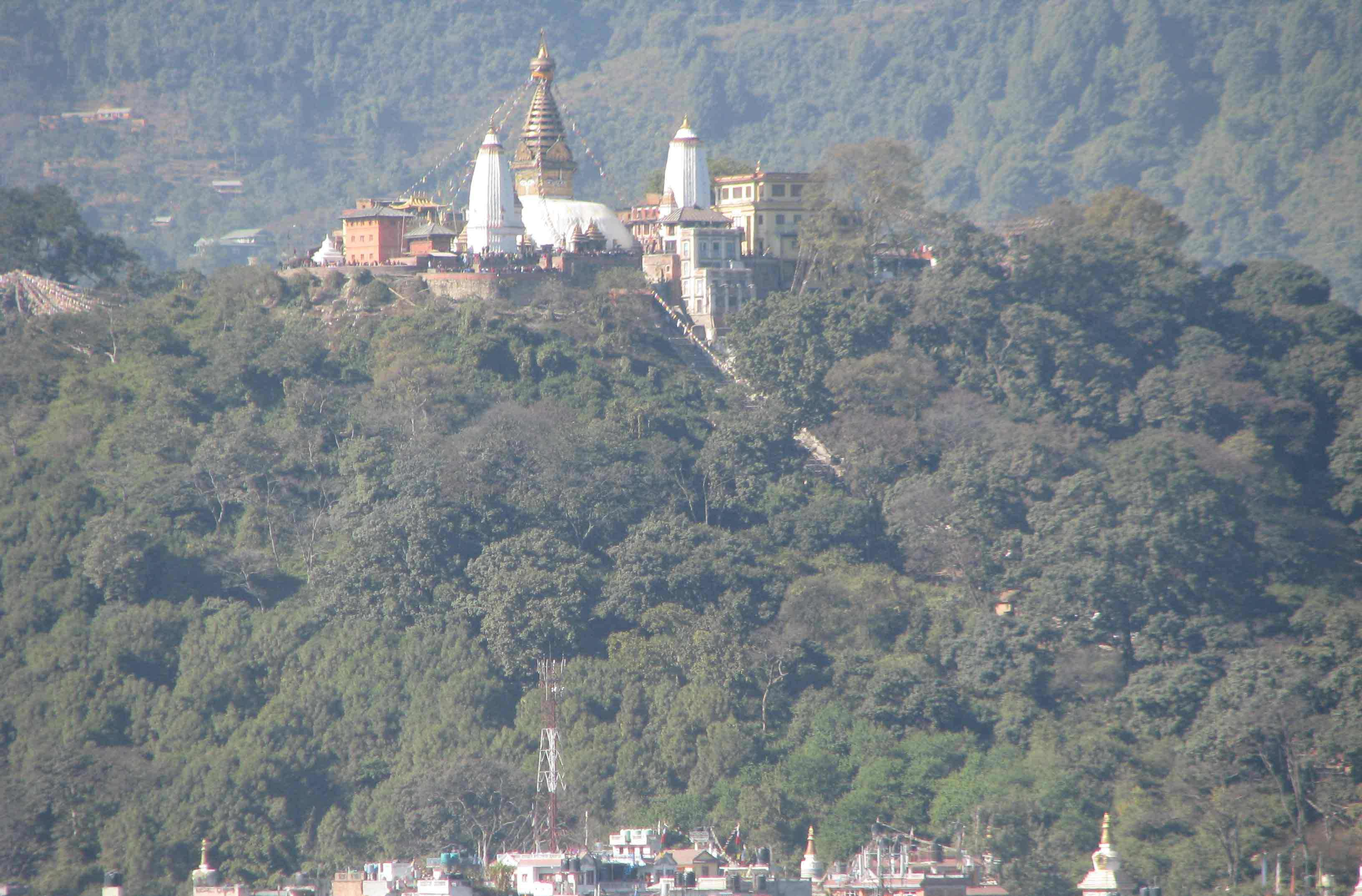
Wzgórze Swayambhu
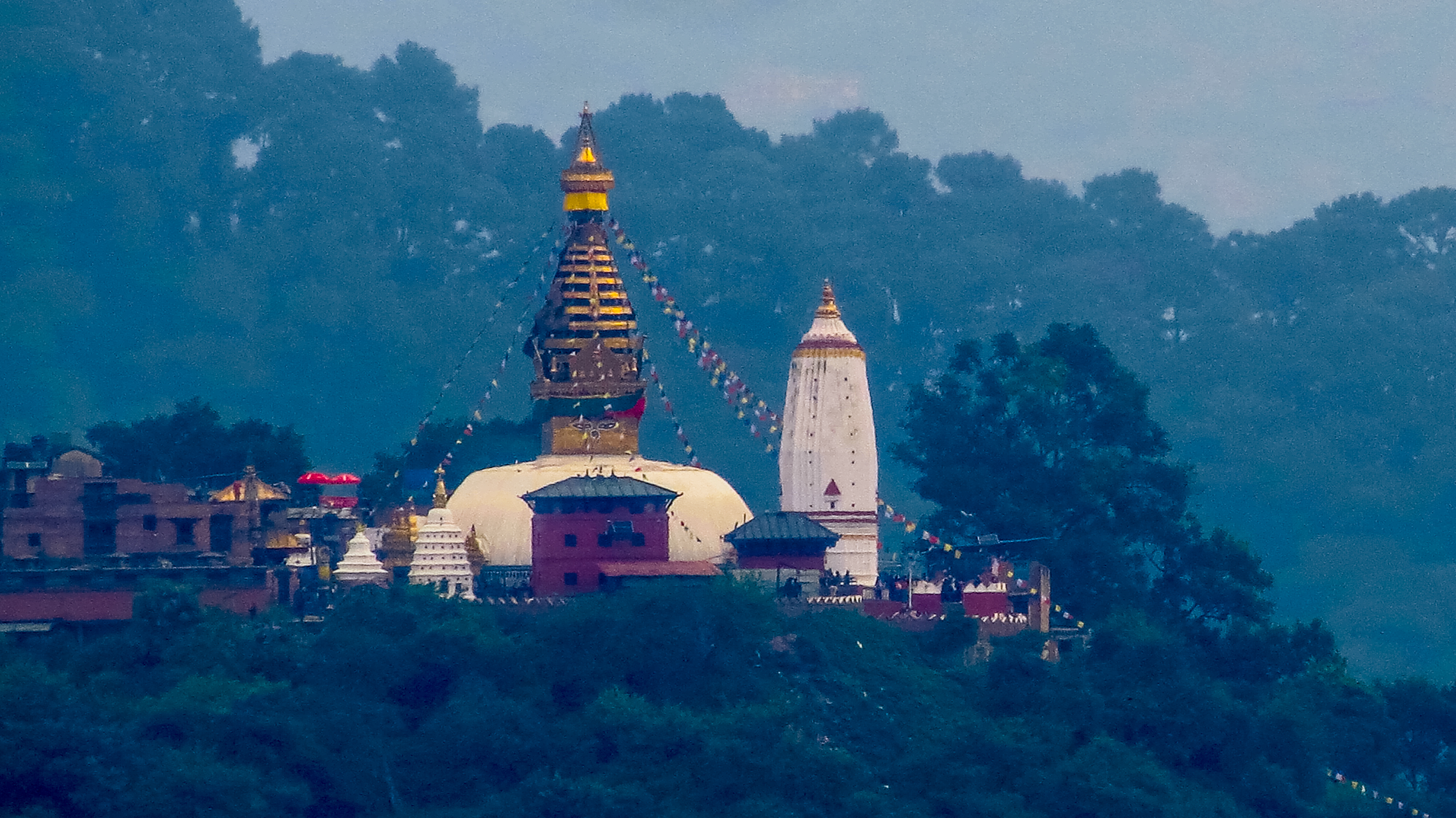
Widok na Swayambhynath ze świątyni Bhag Bhairav w Kritipur
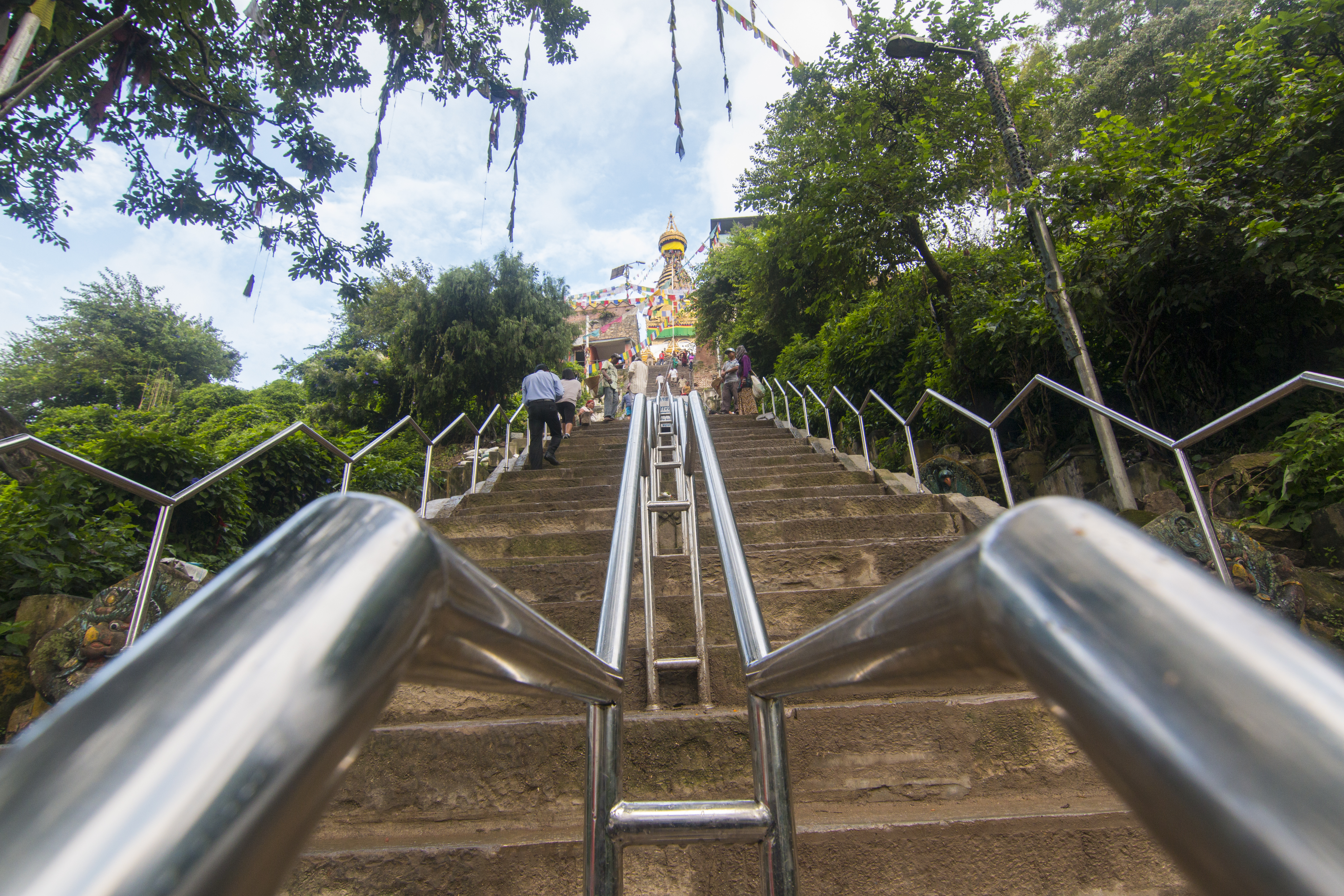
Wschodnie schody
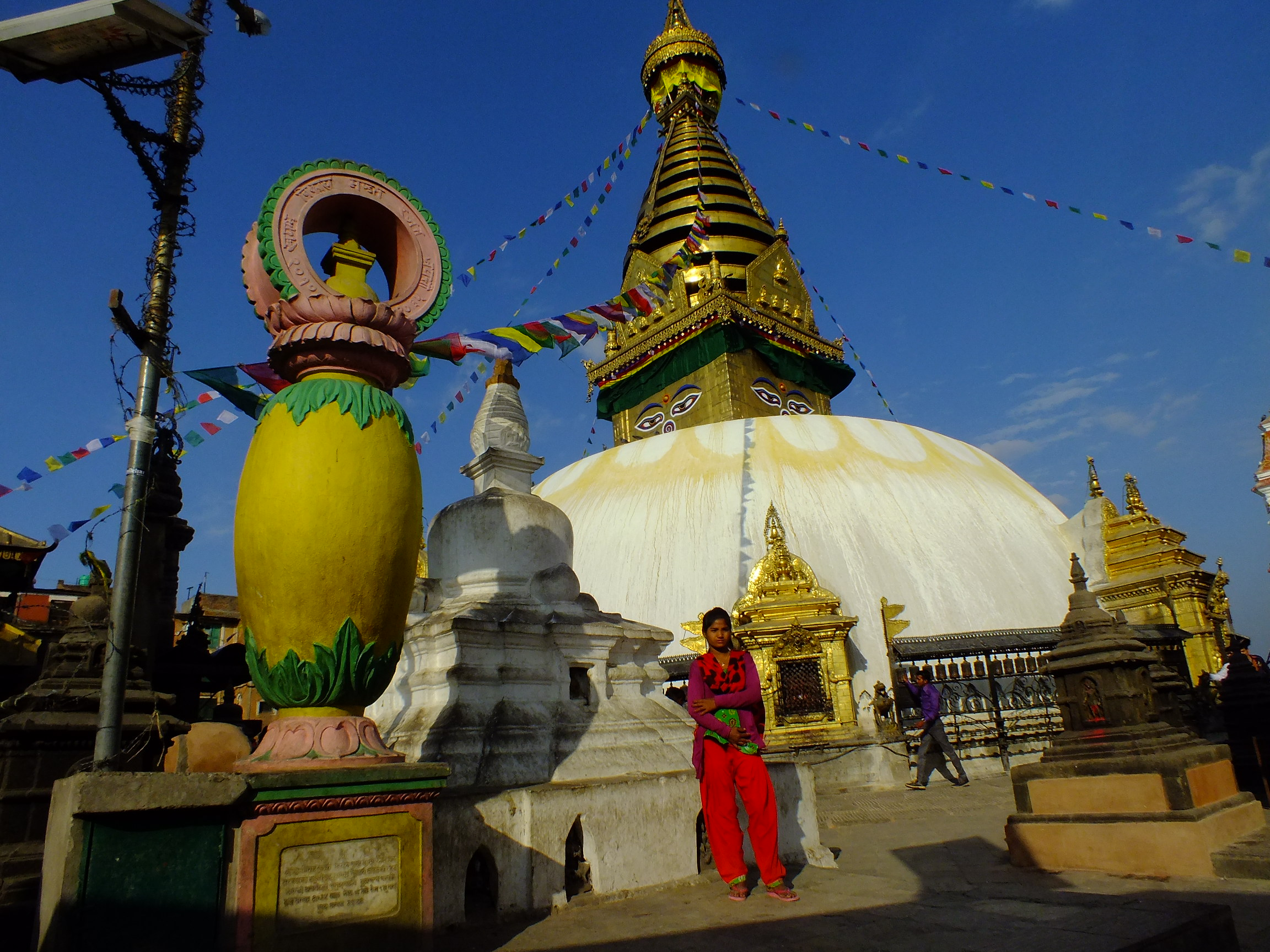
Obszar stupy Swayambhunath
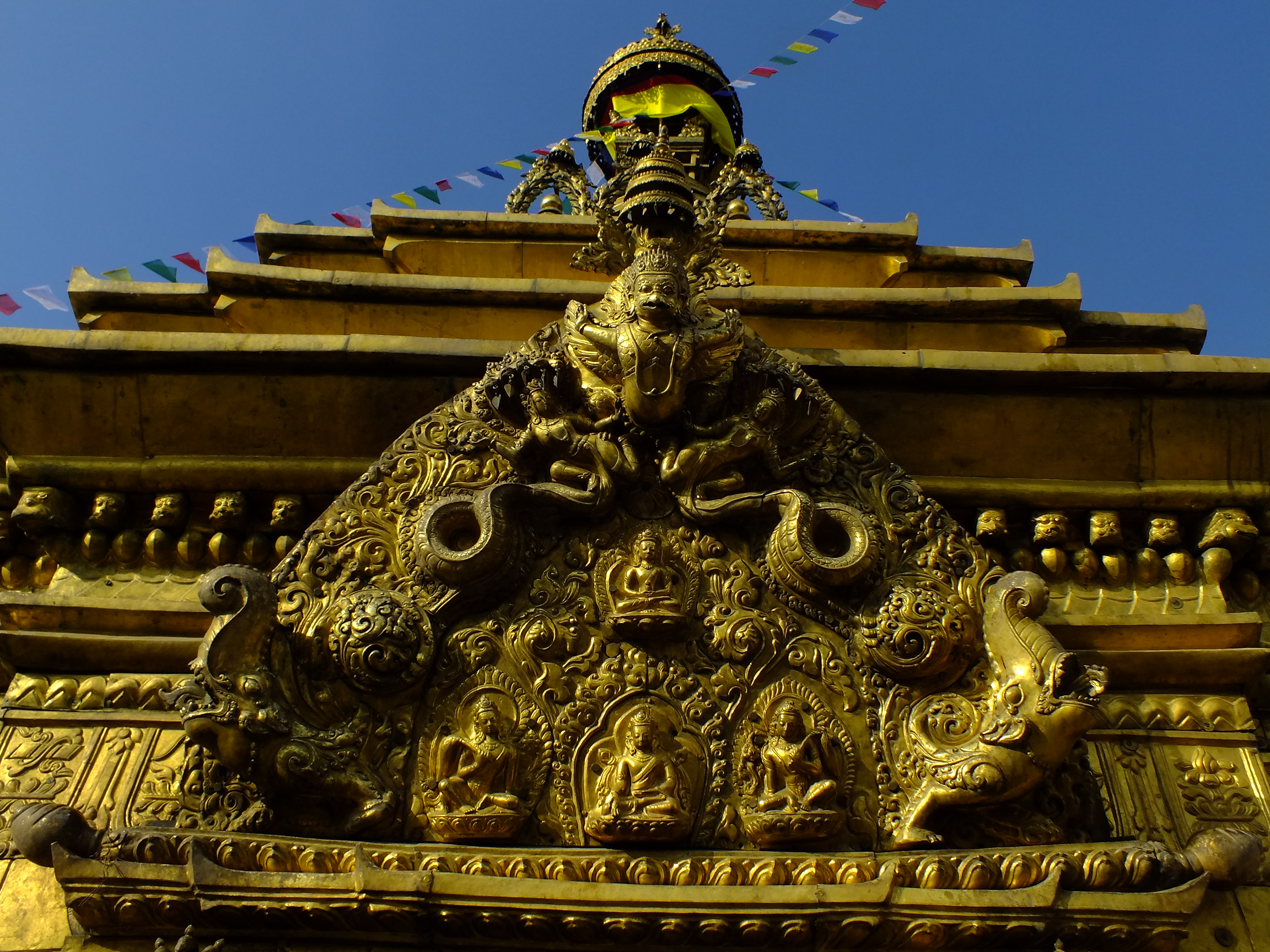
Zbliżenie na stupę
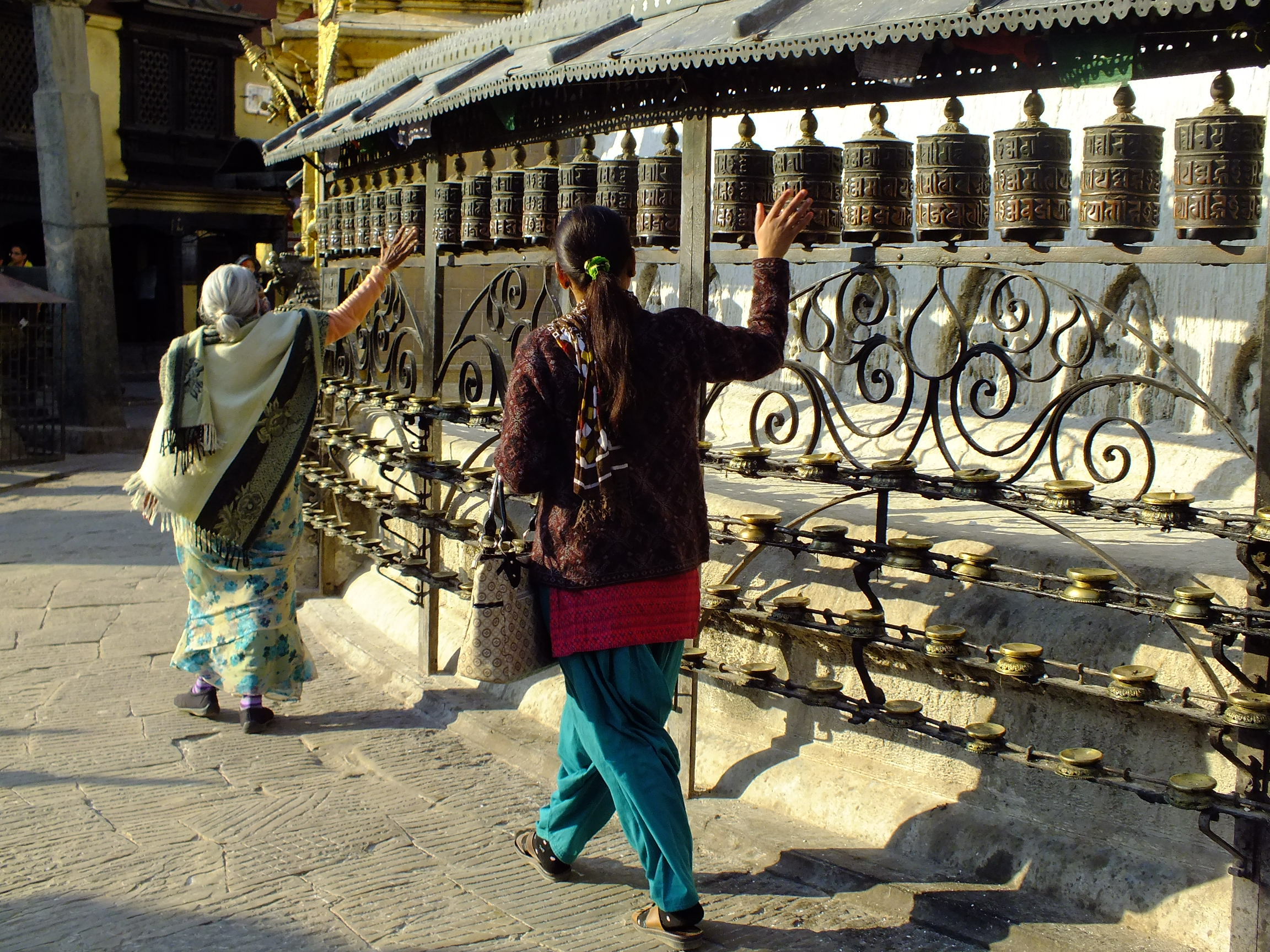
Podstawa stupy
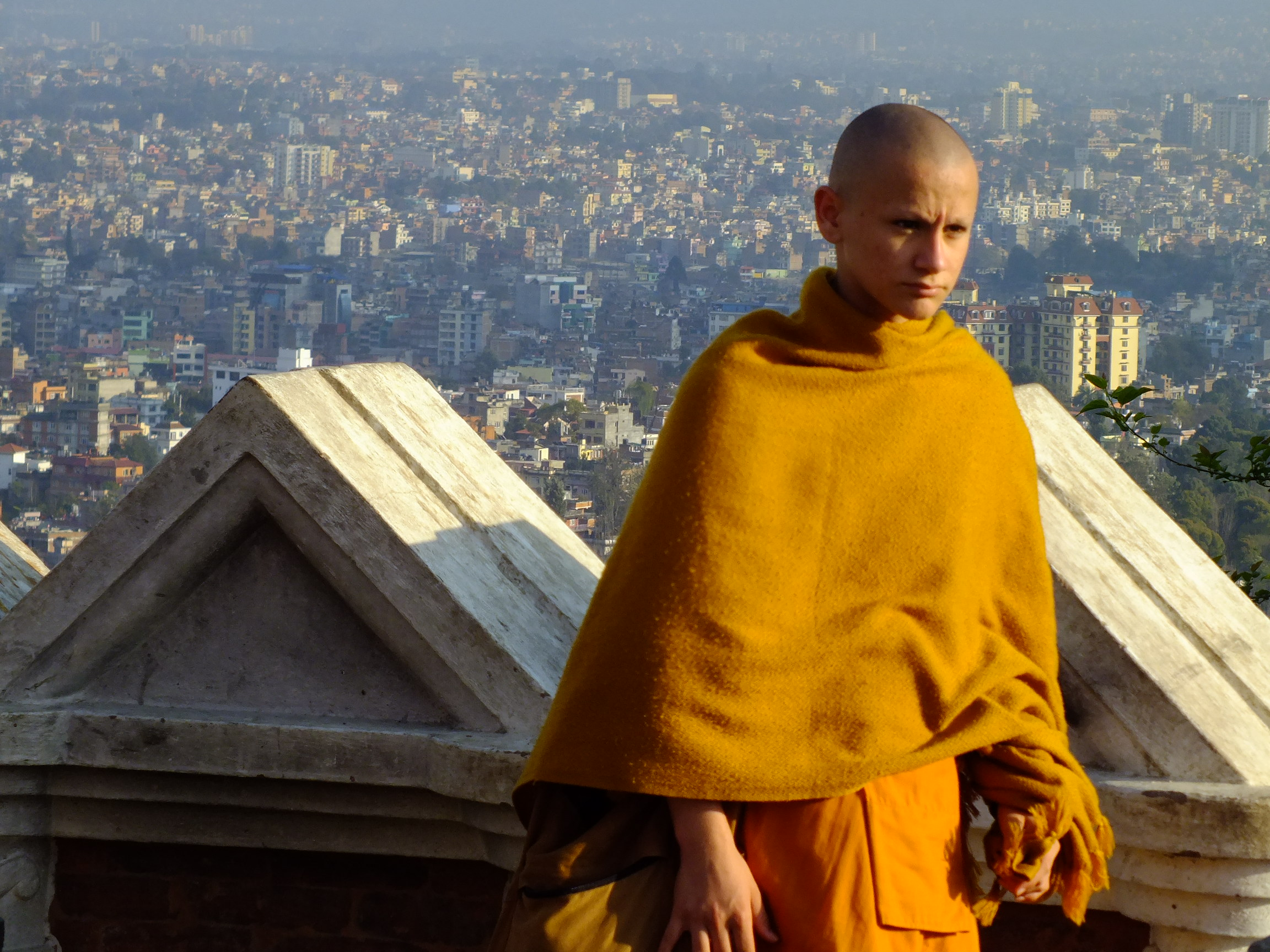
Mnich ze Swayambhunath
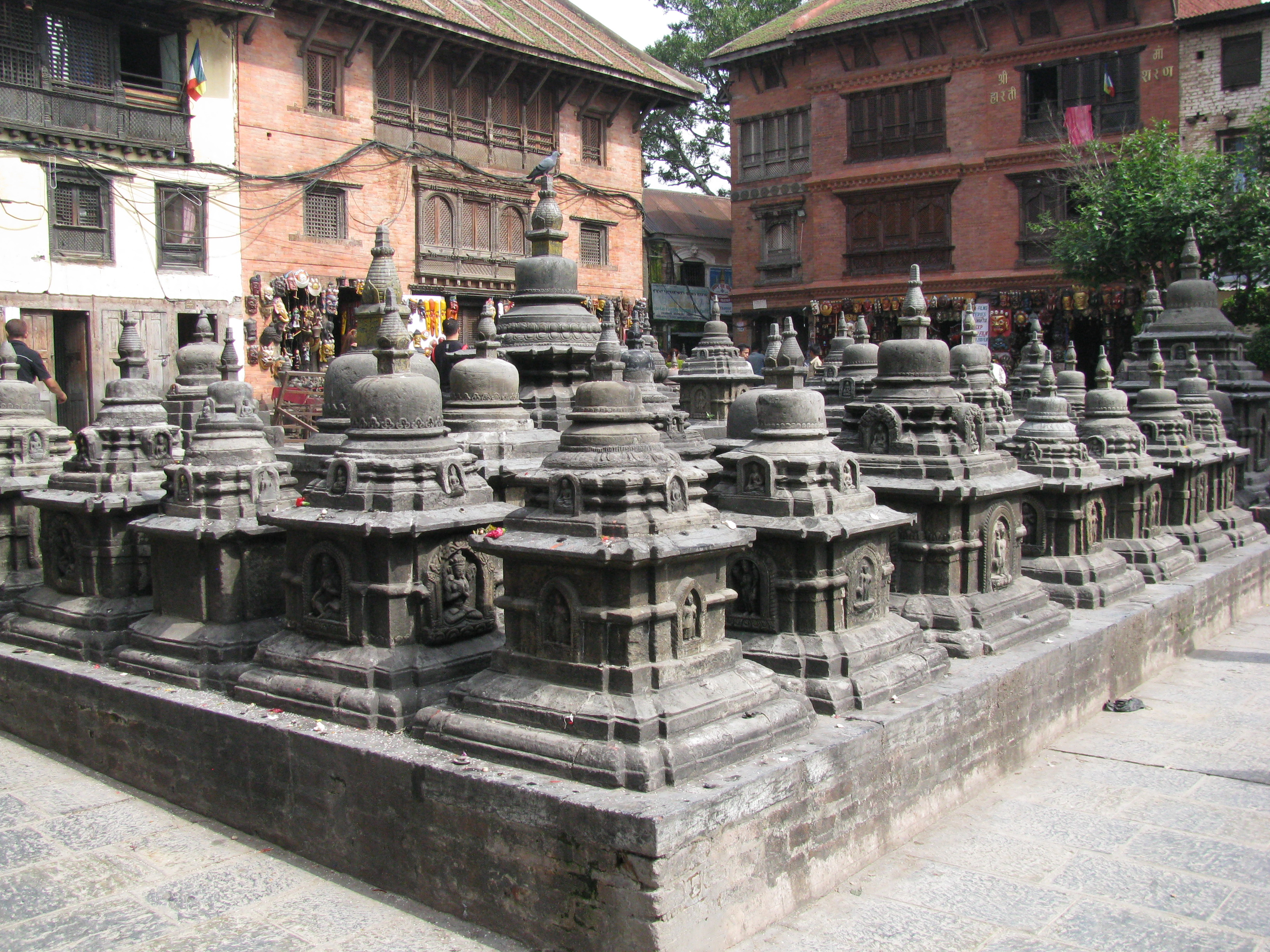
Dziedziniec Courtyard
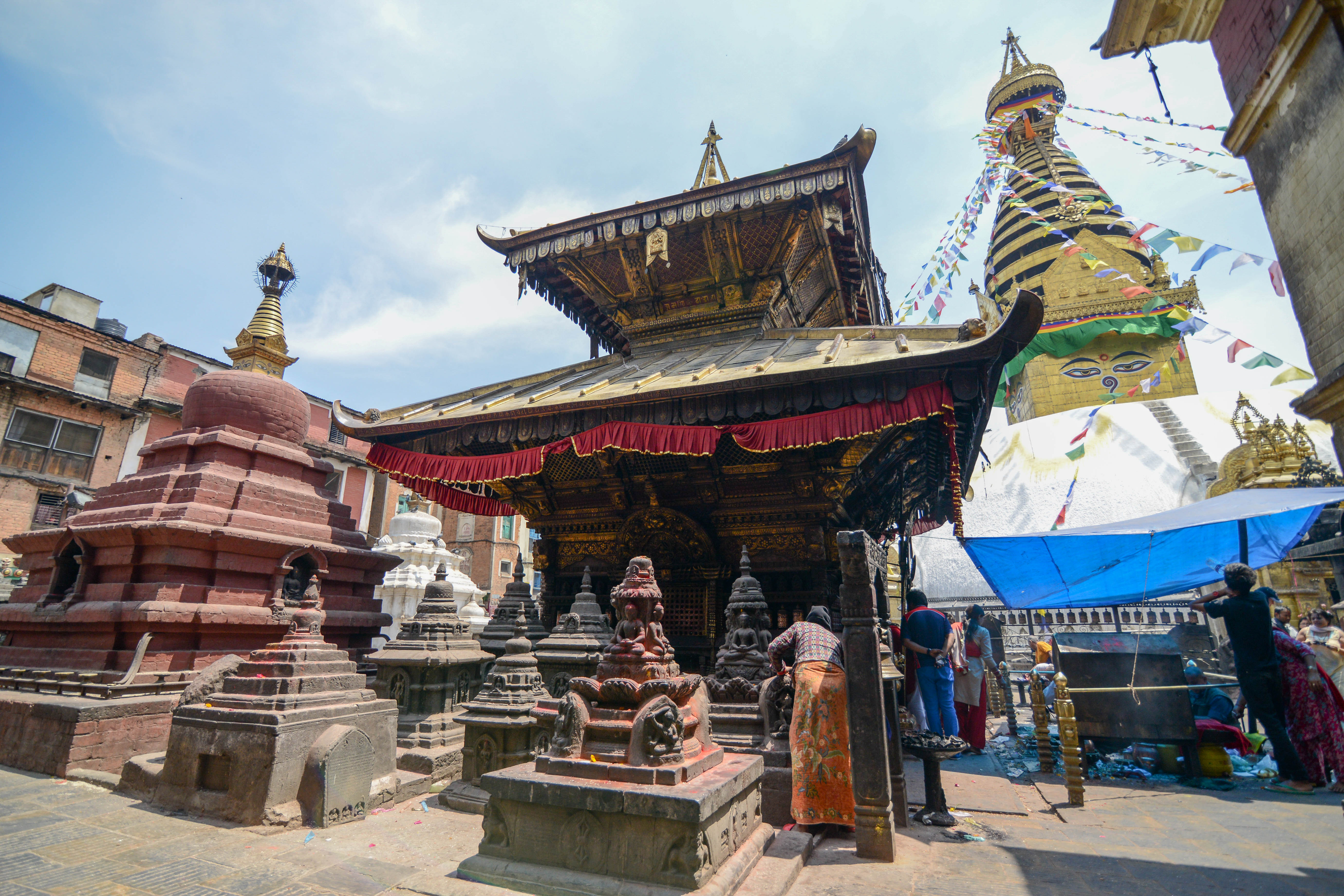
Świątynia Ajima
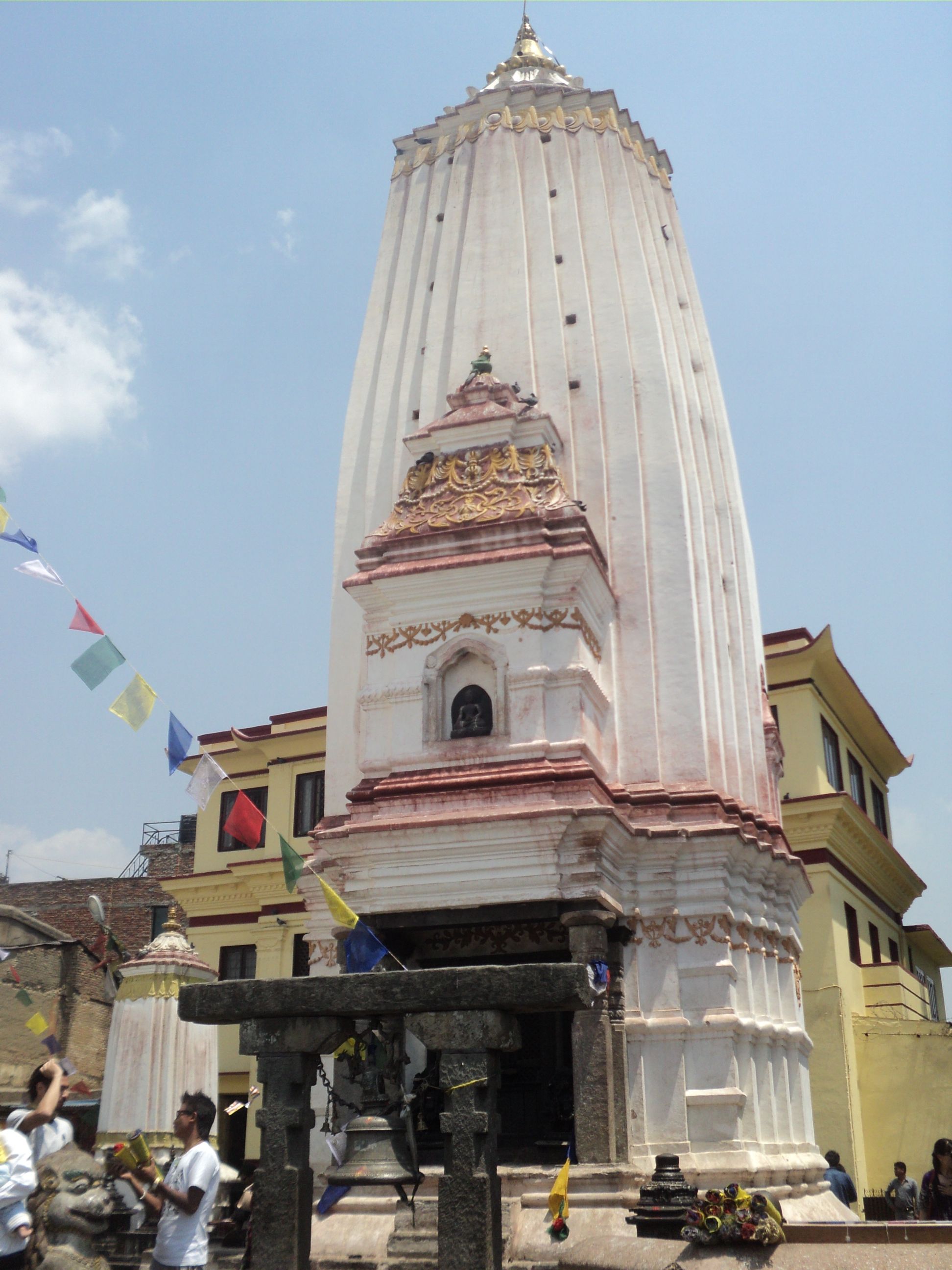
Świątynia w stylu Shikhar projektu Pratapa Malli
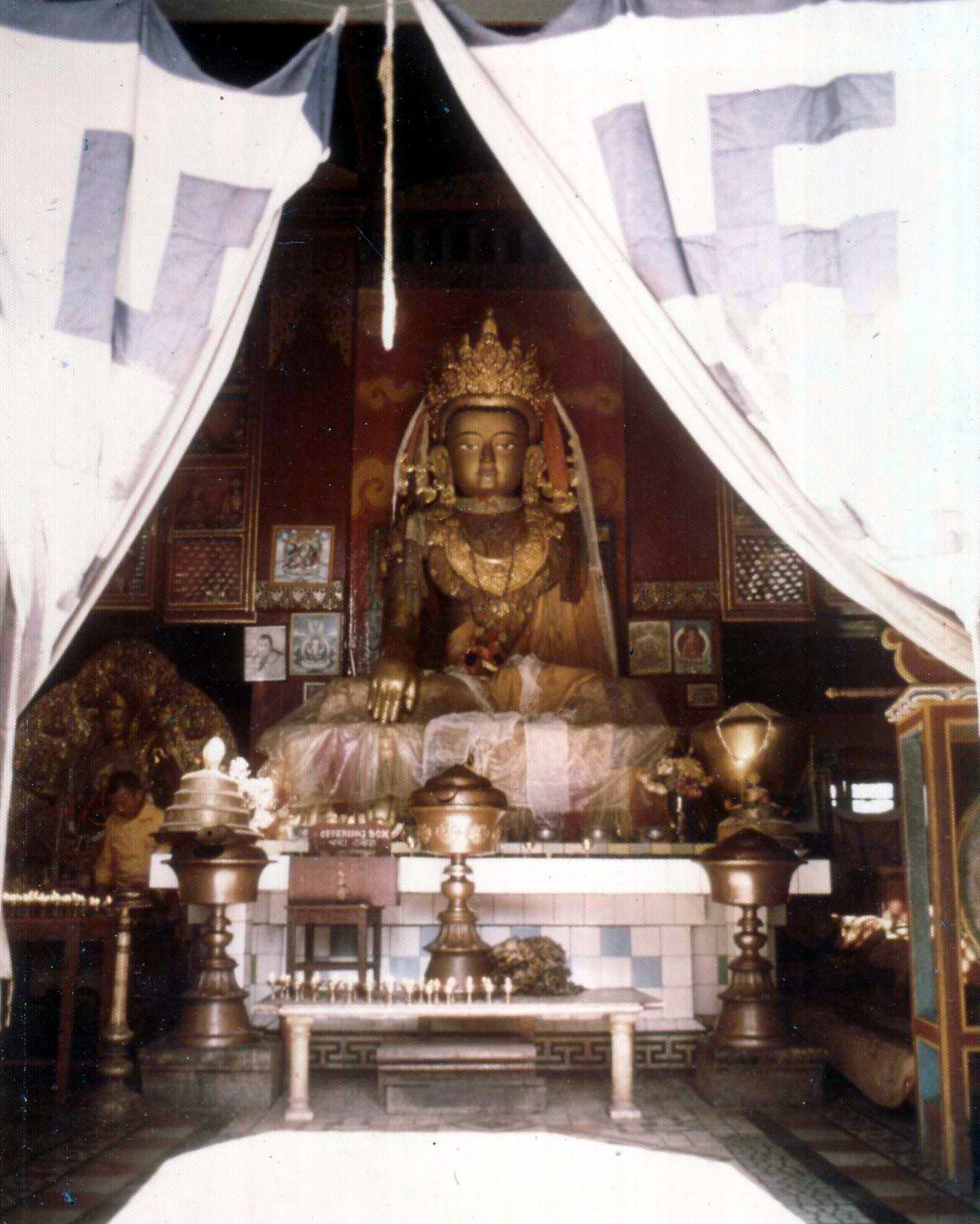
Buddyjska gompa
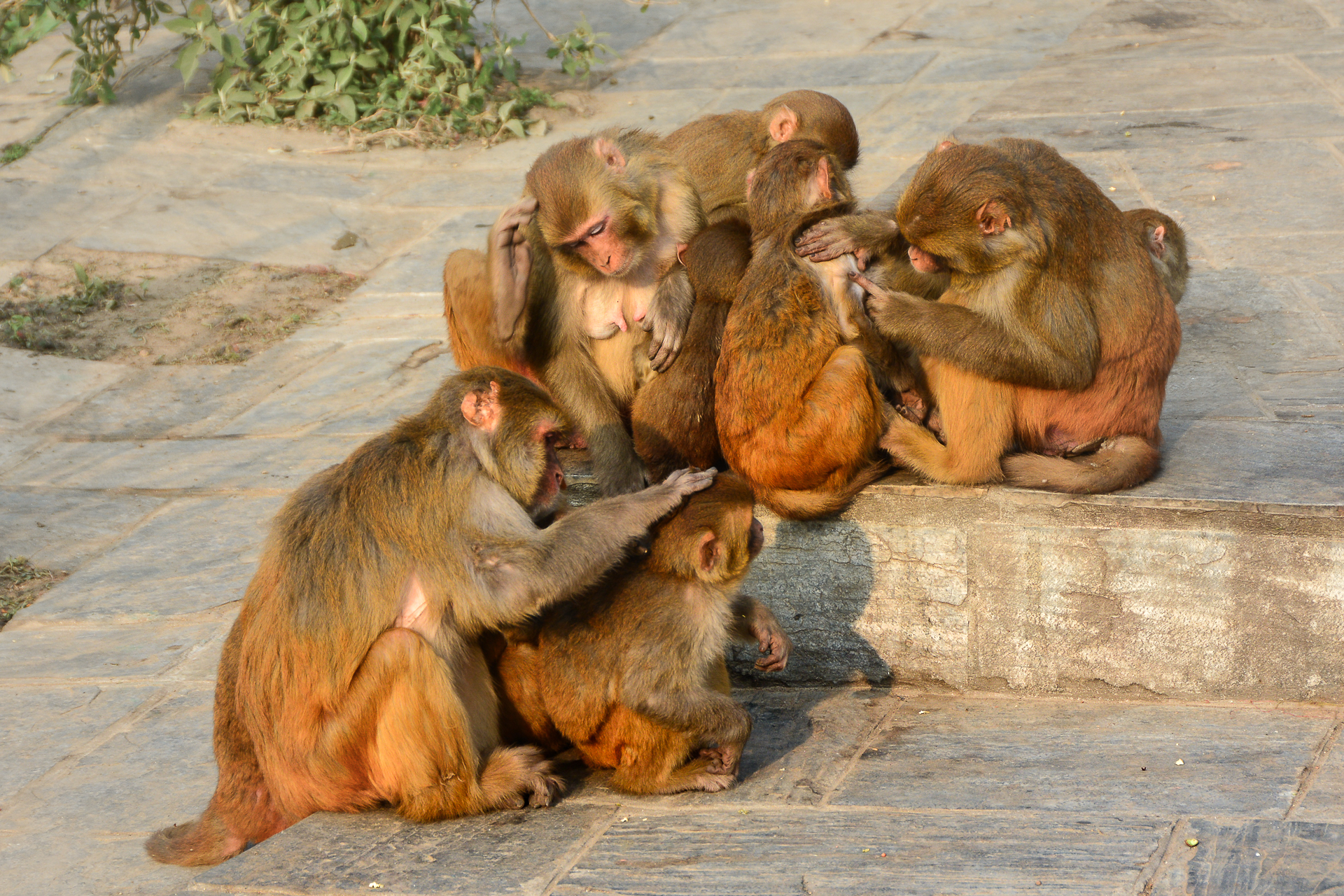
Świątynne małpy